# 飯を喰らひて華と告ぐ
『飯を喰らひて華と告ぐ』（めしをくらいてはなとつぐ）は、足立和平による日本の漫画。『ヤングアニマル』（白泉社）にて、2021年18号から21号での短期掲載を経て、2022年3号から2023年24号まで連載された。その後、2023年12月8日より2024年6月28日まで「ヤングアニマルWeb」（同社）に移転し連載された。
路地裏に料理店を構える店主と、悩みを抱える客たちの交流を描く物語。
メディアミックスとして、2024年7月9日より9月24日までTOKYO MXにてテレビドラマが放送された。
ドラマ化を記念して、雑誌『ヤングアニマル』14号にて、作者の足立和平と主人公役を演じた仲村トオルの対談インタビューが掲載された。
『ヤングアニマル』にて、〝特別出張再録〟として掲載されている。

## あらすじ
舞台はとある路地裏の料理店「一香軒」。そこには悩みを抱く客が訪れていた。情に厚く親身な店主・オヤジが料理と共にアドバイスを提供することに。しかし、味は一流だが店主のアドバイスは微妙だった。そんな店主に客たちは困惑する。

## 登場人物
オヤジ
料理店「一香軒」店主。料理の味は一流。情に厚く親身だが、アドバイスは微妙なものが多い。

## 書誌情報
- 足立和平『飯を喰らひて華と告ぐ』 白泉社〈ヤングアニマルコミックス〉、全4巻
  1. 2022年8月29日発売[7][8]、ISBN 978-4-592-16394-7
  2. 2022年11月28日発売[9]、ISBN 978-4-592-16395-4
  3. 2024年4月26日発売[10]、ISBN 978-4-592-16604-7
  4. 2024年6月28日発売[11]、ISBN 978-4-592-16605-4

## テレビドラマ
2024年7月9日から9月24日までTOKYO MXにて放送された。主演は仲村トオル。

### あらすじ
東京のとある路地裏に佇む中華料理屋「一香軒」（いっかげん）。料理の腕前も良い「オヤジ」が、ふらっと訪れた客が注文したされた料理は必ず作り、差し出す。だが、勝手に勘違いしやすい「オヤジ」は、お客にお騒がせなアドバイスを繰り広げるが、「一香軒」に訪れる客は皆、なんだか店に来た時より、帰る時には少しだけ元気になれるというユーモアなグルメドラマ。

### キャスト

#### 主要人物
オヤジ
演 - 仲村トオル
中華料理「一香軒」の店主。お客が食べたいものなら中華以外でも作ってくれる。

#### ゲスト

##### 第1話「ハンバーグ」
三橋
演 - 田村健太郎
とある会社の経理課で働くサラリーマン。東大卒で周りを見下していて、会社でも浮いている。
沼田
演 - 沖田裕樹
三橋の上司。
OL
演 - 椿弓里奈、豊泉志織
ランチは何にしようかと話すOL。

##### 第2話「アジの姿造り」
久美
演 - 猫背椿
専業主婦。久しぶりに夫婦旅行に行くことになったが、当日、夫の会社のトラブルで取りやめになってしまう。
久美の夫
演 - 小林博
会社員。伊豆旅行当日に会社のシステムトラブルで呼び出されてしまう。

##### 第3話「カツカレー」
慶太
演 - 吉村界人
ラッパー志望の青年。
先輩
演 - 輪入道
慶太の先輩。

##### 第4話「里芋とイカの煮物」
正雄
演 - きたろう
人付き合いが下手な頑固おやじ。
男性
演 - 内藤トモヤ
正雄のゲートボール仲間。最近顔を出さなくなった正雄を誘いにくる。
正雄の妻
演 - 永井利枝
正雄の亡き妻。正雄の性格をよく理解し、ご近所との仲を取り持っていた。
主婦
演 - 佐久間まち子
近所の主婦。正雄を町内会のハイキングに誘う。

##### 第5話「サムゲタン」
向田
演 - 高橋ひとみ
毎朝、校門で元気に挨拶する小学校の校長先生。あるひ、貧血をおこし早退してしまう。
教師
演 - 吉村賢人、冨田直美
向田が校長を務める学校の教師。
生徒
演 - 小松ヨキ、船川燿
向田の学校の生徒。

##### 第6話「梅のおかゆ」
佐々木
演 - 三河悠冴
プロボクサー。
トレーナー
演 - 大槻修治
佐々木が所属するボクシングジムのトレーナー。

##### 第7話「たこ焼き」
あやち
演 - 華村あすか
卒業を翌日に控えた地下アイドルグループのメンバー。
メンバー
演 - 野々瀬葉月（太陽と踊れ）、雨島詩月（月夜に唄え）、三葉海緒（月夜に唄え）
あやちと同じグループのメンバー。
あやちのファン
演 - 坂口辰平、小笠原覚、足立和平

##### 第8話「海鮮パエリア」
島田
演 - 福井俊太郎（GAG）
怪しい話に騙されて全てを失い、自殺を図ろうとした男性。大学時代の友人に騙され全財産を失い、山の中で首を吊ろうとする。
藤森
演 - 板倉武志
島田の大学時代の友人。島田を騙して、有り金を全て巻き上げる。

##### 第9話「豚キムチ」
ユウホ
演 - 山崎紘菜
20年前にオヤジと同棲していた女性。
ユウホの友人
声 - 礒部花凜

##### 第10話「飯を喰らひて華と告ぐ」
悟
演 - 山城琉飛
修学旅行で東京に来ている長崎県立佐世保第七中学校の生徒。
教師
演 - 米良まさひろ
引率の教師。
生徒
演 - 染谷朋迦、齋藤優聖、高木龍之介
悟と同じ班の同級生。
女性
演 - 乃亜、中嶋春陽、岡田菜々美
悟たちがすれ違う華やかで可愛い東京の女性3人組。

##### 第11話「ラーメン」
ウレハ
演 - 円井わん
入れあげていたホストに振られたキャバ嬢。

##### 第12話「塩むすび」
山下キヨヒコ
演 - 柄本時生
役者を目指して田舎から上京して10年経つ青年。生活が困窮し、電気もガスも止められ事務所へのレッスン料も払えなくなり、コンビニ強盗をしようとする。
新井田
声 - 足立学　※声のみの出演
山下が所属する芸能事務所のスタッフ。山下にレッスン料の振り込みを電話で催促する。

山下の父
演 - 高瀬アラタ

### スタッフ
| 各話   | 放送日  | サブタイトル     | 脚本              | 監督     |
| ------ | ------- | ---------------- | ----------------- | -------- |
| 第1話  | 7月09日 | ハンバーグ       | 近藤啓介          | 近藤啓介 |
| 第2話  | 7月16日 | アジの姿造り     | 神谷圭介 近藤啓介 | 近藤啓介 |
| 第3話  | 7月23日 | カツカレー       | 金子鈴幸 近藤啓介 | 近藤啓介 |
| 第4話  | 7月30日 | 里芋とイカの煮物 | 近藤啓介          | 井上雄介 |
| 第5話  | 8月06日 | サムゲタン       | 神谷圭介 近藤啓介 | 近藤啓介 |
| 第6話  | 8月13日 | 梅のおかゆ       | 近藤啓介          | 近藤啓介 |
| 第7話  | 8月20日 | たこ焼き         | 金子鈴幸 近藤啓介 | 井上雄介 |
| 第8話  | 8月27日 | 海鮮パエリア     | 神谷圭介 近藤啓介 | 近藤啓介 |
| 第9話  | 9月03日 | 豚キムチ         | 近藤啓介          | 井上雄介 |
| 第10話 | 9月10日 | 長崎ちゃんぽん   | 神谷圭介 近藤啓介 | 井上雄介 |
| 第11話 | 9月17日 | ラーメン         | 神谷圭介 近藤啓介 | 近藤啓介 |
| 第12話 | 9月24日 | 塩むすび         | 近藤啓介          | 近藤啓介 |

- 原作 - 足立和平『飯を喰らひて華と告ぐ』（白泉社「ヤングアニマルWeb」連載）[31]
- 脚本 - 近藤啓介、神谷圭介、金子鈴幸[31]
- 監督 - 近藤啓介、井上雄介[31]
- 主題歌 - フィッシュマンズ「ごきげんはいかがですか」（ポニーキャニオン）[31]
- 制作プロダクション - オフィスクレッシェンド[31]
- 製作 - 「飯を喰らひて華と告ぐ」製作委員会[31]